# Bizonyos jóslatok
A Bizonyos jóslatok 1967-ben bemutatott sci-fi témájú magyar bábfilm, amelyet Foky Ottó rendezett. A film vegyes technikával készült, a stop-motion technika és az élőszereplős film ötvözete. A forgatókönyvet Nepp József írta, a zenéjét Bélai István szerezte. A mozifilm a Pannónia Filmstúdió gyártásában. Műfaja sci-fi film.

## Cselekmény
A távoli világűrből két apró termetű űrutas érkezik a Földre. Egy éttermi asztalon tett felderítő út alapján arra következtetnek, hogy a Föld elpusztult. Egyperces néma fejlevétellel adóznak a földi lények emlékének, majd a csodálkozó pincérek tekintete előtt elrepülnek.

## Alkotók
- Rendező és díszlettervező: Foky Ottó
- Írta: Nepp József
- Zeneszerző és hangmérnök: Bélai István
- Operatőr: Tóth János
- Vágó: Czipauer János
- Gyártásvezető: Bártfai Miklós

Készítette a Pannónia Filmstúdió.

## Díjak
- 1968 Lipcsei filmfesztivál: Animációs Kategória Arany Galamb díja
- 1968 Miskolci Filmfesztivál: Animációs filmek kategória díja
- 1969 Trieszti filmfesztivál: Arany Galaktika
- 1970 Nyoni filmfesztivál: A legjobb animációs film